# ＃渡辺直美のヤバスタグラム
『#渡辺直美のヤバスタグラム』（ハッシュタグわたなべなおみのヤバスタグラム）は、2019年1月26日（25日深夜）から 2019年3月30日 (29日深夜) まで 日本テレビの『プラチナプラス』枠で放送されていたバラエティ番組。

## 概要
Instagramを題材にしたロケ型バラエティ。
インスタフォロワー数日本一の渡辺直美と共演者の横澤夏子が、インスタ界のヤバいと思うユーザー「ヤバスタグラマー」をスマホで探し出す。そして、その中で気になった「ヤバスタグラマー」にダイレクトメッセージ (DM) でアポイントメントを取り、渡辺たちが直接会いに行く模様を放送する。視聴者から「#渡辺直美のヤバスタグラム」のハッシュタグ付きで投稿された「ヤバい写真」や、DMで番組公式アカウントへ寄せられた「ヤバスタグラマー」の情報も紹介する場合がある。
番組は、2018年9月16日（15日深夜）に一度『ネクストブレイク』枠でパイロット版を放送した後、『プラチナプラス』枠でレギュラー放送を開始した。レギュラー版の放送時間は毎週土曜 0:30 - 0:59 （金曜深夜）で、放送回数は全10回となった。
2019年3月24日22:30 - 23:25には水原希子をゲストに迎えたスペシャル版が放送される。

## スタッフ
- ナレーター：マリナ・アイコルツ
- 演出：那須太輔
- 構成：桝本壮志、宮下勇二、堀江B面
- カメラ：井澤和彦
- 編集：松沢章
- MA：藤井光洋
- 音効：岡田淳一
- 美術：稲本浩
- 小道具：佐々木洋平
- 題字：井上沙織
- ロゴデザイン：waca
- CGデザイン：森三平
- 技術協力：プレゼンス・クルー、ヌーベルアージュ、日テレアート
- TK：田中彩
- リサーチ：今井紳介、太田夏蓮
- デスク：府川麻衣子
- 演出補：福岡蓮太、岡部永寛、江間久文帆、渡辺一行
- AP：徳武真人、伊達和輝
- ディレクター：伊藤雄太、田中雄大、山越由貴、一場孝夫、市村智哉、太田みどり
- プロデューサー：滝澤真一郎、貝山京子、北詰由賀、千葉洋美
- チーフプロデューサー：道坂忠久
- 制作協力：ザ・ワークス
- 製作著作：日本テレビ

## ネット局
| 放送対象地域   | 放送局                    | 系列           | 放送日時                      | 備考       |
| -------------- | ------------------------- | -------------- | ----------------------------- | ---------- |
| 関東広域圏     | 日本テレビ（NTV）         | 日本テレビ系列 | 土曜 0:30 - 0:59 （金曜深夜） | 制作局     |
| 北海道         | 札幌テレビ（STV）         | 日本テレビ系列 | 土曜 0:30 - 0:59 （金曜深夜） | 同時ネット |
| 青森県         | 青森放送（RAB）           | 日本テレビ系列 | 土曜 0:30 - 0:59 （金曜深夜） | 同時ネット |
| 岩手県         | テレビ岩手（TVI）         | 日本テレビ系列 | 土曜 0:30 - 0:59 （金曜深夜） | 同時ネット |
| 宮城県         | ミヤギテレビ（MMT）       | 日本テレビ系列 | 土曜 0:30 - 0:59 （金曜深夜） | 同時ネット |
| 秋田県         | 秋田放送（ABS）           | 日本テレビ系列 | 土曜 0:30 - 0:59 （金曜深夜） | 同時ネット |
| 福島県         | 福島中央テレビ（FCT）     | 日本テレビ系列 | 土曜 0:30 - 0:59 （金曜深夜） | 同時ネット |
| 長野県         | テレビ信州（TSB）         | 日本テレビ系列 | 土曜 0:30 - 0:59 （金曜深夜） | 同時ネット |
| 新潟県         | テレビ新潟（TeNY）        | 日本テレビ系列 | 土曜 0:30 - 0:59 （金曜深夜） | 同時ネット |
| 静岡県         | 静岡第一テレビ（SDT）     | 日本テレビ系列 | 土曜 0:30 - 0:59 （金曜深夜） | 同時ネット |
| 富山県         | 北日本放送（KNB）         | 日本テレビ系列 | 土曜 0:30 - 0:59 （金曜深夜） | 同時ネット |
| 石川県         | テレビ金沢（KTK）         | 日本テレビ系列 | 土曜 0:30 - 0:59 （金曜深夜） | 同時ネット |
| 香川県・岡山県 | 西日本放送（RNC）         | 日本テレビ系列 | 土曜 0:30 - 0:59 （金曜深夜） | 同時ネット |
| 福岡県         | 福岡放送（FBS）           | 日本テレビ系列 | 土曜 0:30 - 0:59 （金曜深夜） | 同時ネット |
| 長崎県         | 長崎国際テレビ（NIB）     | 日本テレビ系列 | 土曜 0:30 - 0:59 （金曜深夜） | 同時ネット |
| 熊本県         | くまもと県民テレビ（KKT） | 日本テレビ系列 | 土曜 0:30 - 0:59 （金曜深夜） | 同時ネット |
| 広島県         | 広島テレビ（HTV）         | 日本テレビ系列 | 日曜 0:55 - 1:25 （土曜深夜） | 時差ネット |

| 放送対象地域   | 放送局                    | 系列                                         | 放送日時           | 備考       |
| -------------- | ------------------------- | -------------------------------------------- | ------------------ | ---------- |
| 関東広域圏     | 日本テレビ（NTV）         | 日本テレビ系列                               | 日曜 22:30 - 23:25 | 制作局     |
| 北海道         | 札幌テレビ（STV）         | 日本テレビ系列                               | 日曜 22:30 - 23:25 | 同時ネット |
| 青森県         | 青森放送（RAB）           | 日本テレビ系列                               | 日曜 22:30 - 23:25 | 同時ネット |
| 岩手県         | テレビ岩手（TVI）         | 日本テレビ系列                               | 日曜 22:30 - 23:25 | 同時ネット |
| 宮城県         | ミヤギテレビ（MMT）       | 日本テレビ系列                               | 日曜 22:30 - 23:25 | 同時ネット |
| 秋田県         | 秋田放送（ABS）           | 日本テレビ系列                               | 日曜 22:30 - 23:25 | 同時ネット |
| 山形県         | 山形放送（YBC）           | 日本テレビ系列                               | 日曜 22:30 - 23:25 | 同時ネット |
| 福島県         | 福島中央テレビ（FCT）     | 日本テレビ系列                               | 日曜 22:30 - 23:25 | 同時ネット |
| 山梨県         | 山梨放送（YBS）           | 日本テレビ系列                               | 日曜 22:30 - 23:25 | 同時ネット |
| 長野県         | テレビ信州（TSB）         | 日本テレビ系列                               | 日曜 22:30 - 23:25 | 同時ネット |
| 新潟県         | テレビ新潟（TeNY）        | 日本テレビ系列                               | 日曜 22:30 - 23:25 | 同時ネット |
| 静岡県         | 静岡第一テレビ（SDT）     | 日本テレビ系列                               | 日曜 22:30 - 23:25 | 同時ネット |
| 富山県         | 北日本放送（KNB）         | 日本テレビ系列                               | 日曜 22:30 - 23:25 | 同時ネット |
| 石川県         | テレビ金沢（KTK）         | 日本テレビ系列                               | 日曜 22:30 - 23:25 | 同時ネット |
| 福井県         | 福井放送（FBC）           | 日本テレビ系列 テレビ朝日系列                | 日曜 22:30 - 23:25 | 同時ネット |
| 中京広域圏     | 中京テレビ（CTV）         | 日本テレビ系列                               | 日曜 22:30 - 23:25 | 同時ネット |
| 近畿広域圏     | 読売テレビ（ytv）         | 日本テレビ系列                               | 日曜 22:30 - 23:25 | 同時ネット |
| 鳥取県・島根県 | 日本海テレビ（NKT）       | 日本テレビ系列                               | 日曜 22:30 - 23:25 | 同時ネット |
| 広島県         | 広島テレビ（HTV）         | 日本テレビ系列                               | 日曜 22:30 - 23:25 | 同時ネット |
| 山口県         | 山口放送（KRY）           | 日本テレビ系列                               | 日曜 22:30 - 23:25 | 同時ネット |
| 徳島県         | 四国放送（JRY）           | 日本テレビ系列                               | 日曜 22:30 - 23:25 | 同時ネット |
| 香川県・岡山県 | 西日本放送（RNC）         | 日本テレビ系列                               | 日曜 22:30 - 23:25 | 同時ネット |
| 愛媛県         | 南海放送（RNB）           | 日本テレビ系列                               | 日曜 22:30 - 23:25 | 同時ネット |
| 高知県         | 高知放送（RKC）           | 日本テレビ系列                               | 日曜 22:30 - 23:25 | 同時ネット |
| 福岡県         | 福岡放送（FBS）           | 日本テレビ系列                               | 日曜 22:30 - 23:25 | 同時ネット |
| 長崎県         | 長崎国際テレビ（NIB）     | 日本テレビ系列                               | 日曜 22:30 - 23:25 | 同時ネット |
| 熊本県         | くまもと県民テレビ（KKT） | 日本テレビ系列                               | 日曜 22:30 - 23:25 | 同時ネット |
| 大分県         | テレビ大分（TOS）         | 日本テレビ系列 フジテレビ系列                | 日曜 22:30 - 23:25 | 同時ネット |
| 宮崎県         | テレビ宮崎（UMK）         | 日本テレビ系列 テレビ朝日系列 フジテレビ系列 | 日曜 22:30 - 23:25 | 同時ネット |
| 鹿児島県       | 鹿児島読売テレビ（KYT）   | 日本テレビ系列                               | 日曜 22:30 - 23:25 | 同時ネット |